# Чувашия (поезд)
«Чува́шия» — скорый фирменный пассажирский поезд (№ 053Ж/054Г) Российских железных дорог, курсирующий ежедневно по маршруту Чебоксары — Москва — Чебоксары. Время в пути из Чебоксар в Москву составляет 12 часов 48 минут, из Москвы в Чебоксары — 12 часов 40 минут. Общая протяжённость маршрута — 768 км. Бо́льшая часть пути для удобства пассажиров приходится на ночное время. С мая 2010 года поезд относится к категории поездов премиум, в связи с чем официально утратил имя собственное, фирменное постельное бельё, фирменную форму проводников и предметы интерьера с символикой «Чувашии». Вагоны от «Чувашии» переданы в вагонное депо Казань, но встречаются в составах и прочих вагонных депо Горьковской железной дороги. С  2018 года в общем обороте с поездами 15/16 Москва-Екатеринбург, 59/60 Москва-Нижневартовск. В июне 2015 года решением руководства АО «ФПК» был закрыт пункт формирования поездов в Чебоксарах, в связи с чем поезд стал формироваться в вагонном участке «Казань», а в общий оборот добавился фирменный поезд 1/2 Казань - Москва.

## История
С 1 января 1940 года Приказом Народного комиссариата путей сообщения железнодорожная линия Канаш-Чебоксары введена в постоянную эксплуатацию с включением её в состав Казанской железной дороги. Эта линия связала столицу Чувашской АССР  с железнодорожной сетью страны. Строительство железной дороги дало большой толчок для развития промышленности республики. В связи с этим станция Чебоксары  стала развиваться дальше. Были построены парк Чебоксары-2, грузовой двор, маневровый парк Гремячево, была запущена сортировочная горка.

## Маршрут
- Чебоксары
- Канаш
- Вурнары
- Шумерля
- Пильна
- Сергач
- Арзамас-2
- Муром-1
- Вековка
- Москва (Казанский вокзал)

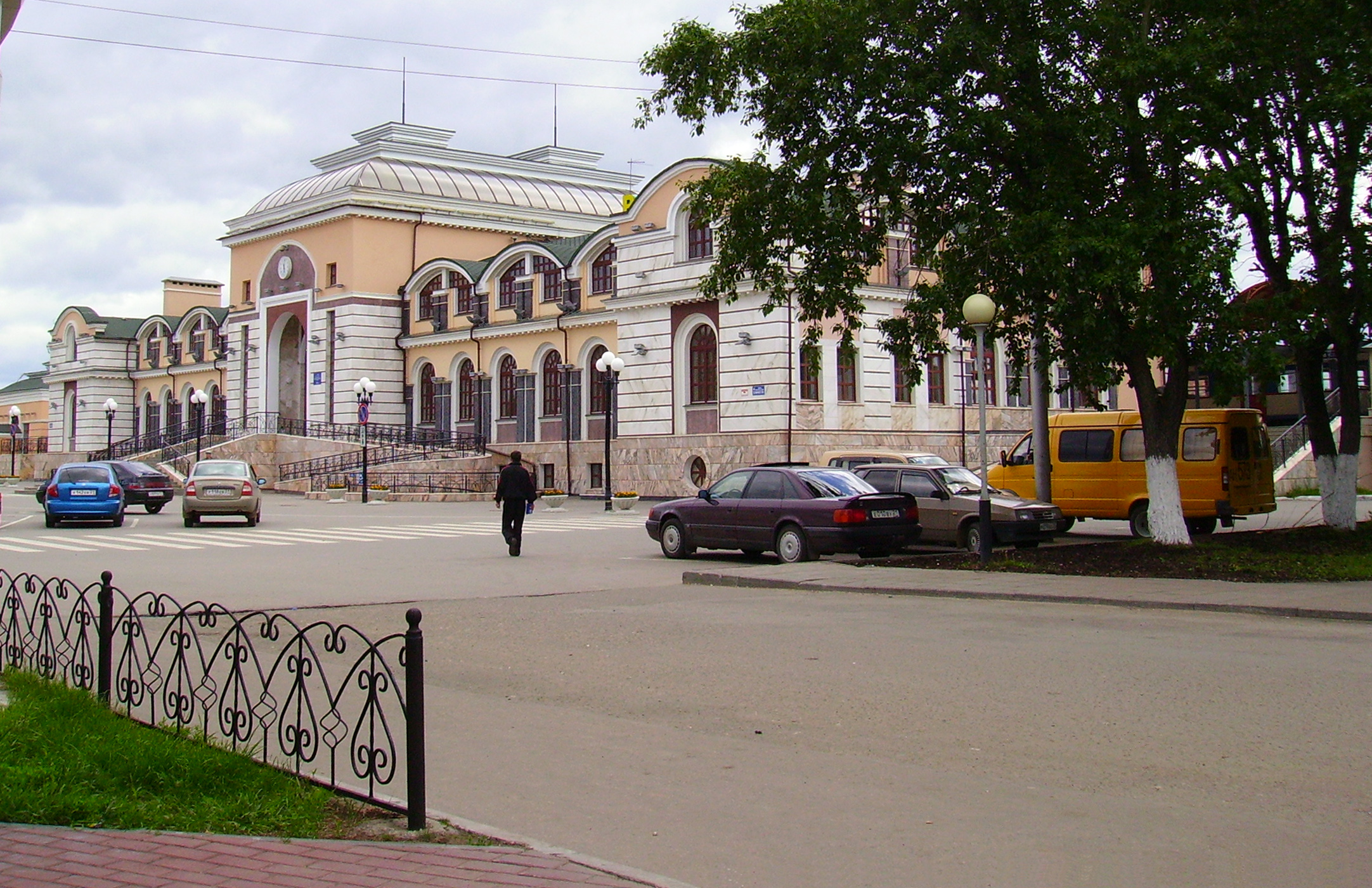
Железнодорожный вокзал Чебоксары

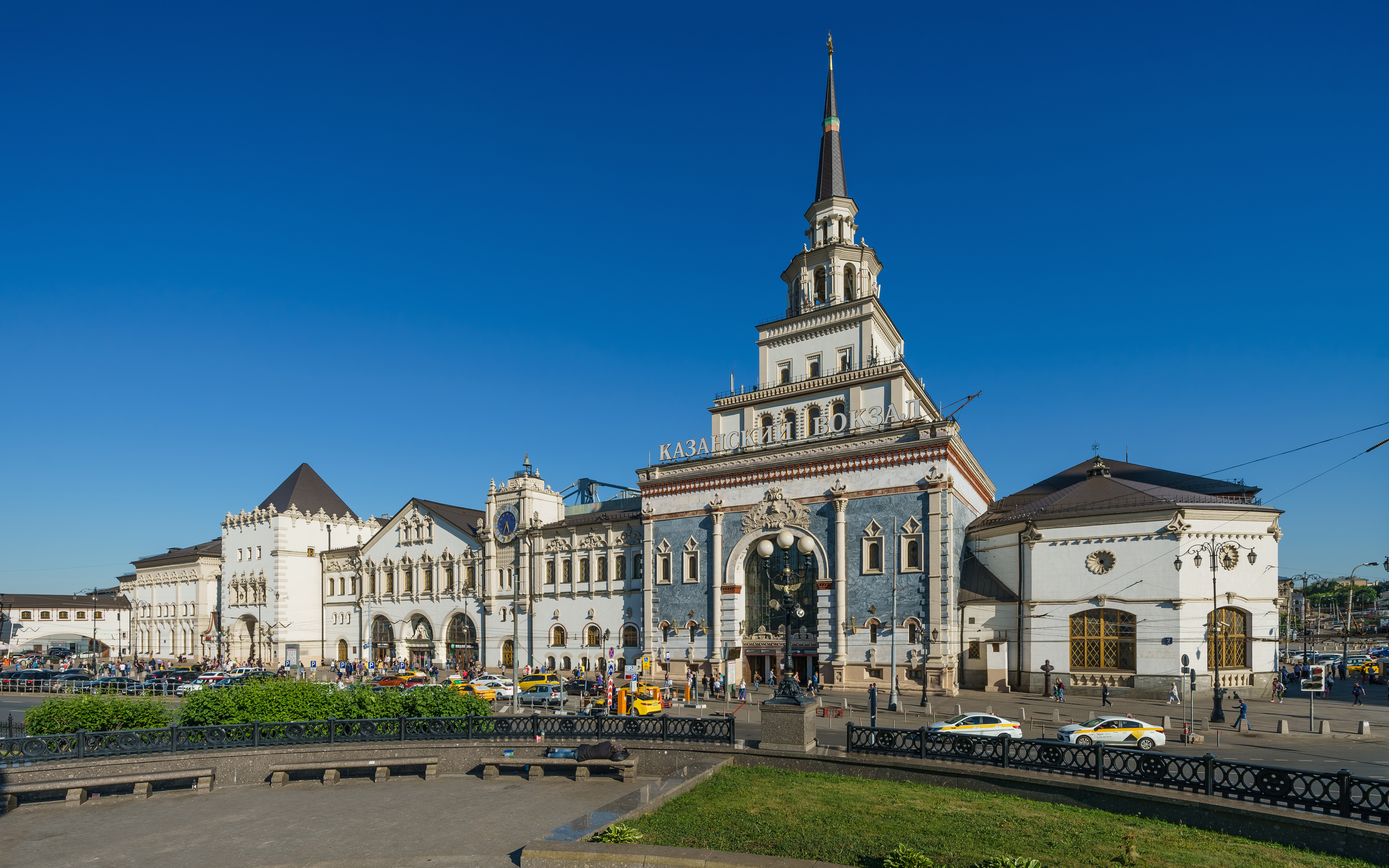
Казанский Вокзал Москвы

С 27 мая 2012 года по март 2015 года составы поезда следовали по маршруту Чебоксары — Москва-Казанская — Екатеринбург — Нижневартовск-1 — Екатеринбург — Москва-Казанская — Чебоксары либо Чебоксары — Москва-Казанская — Нижневартовск-1 — Москва-Казанская — Чебоксары (указаны только конечные станции поездов, обслуживаемых составами). Маршруты чередовались через день.
С июня 2015 года составы поезда следуют по маршруту Ижевск — Москва-Казанская — Чебоксары — [[Москва-Казанская — Екатеринбург — Нижневартовск-1 — Екатеринбург - Москва-Казанская — Ижевск либо Ижевск — Москва-Казанская — Чебоксары — Москва-Казанская — Нижневартовск-1 — Москва-Казанская — Ижевск (указаны только конечные станции поездов, обслуживаемых составами). Маршруты чередуются через день.

## Оформление и оснащение
Ранее поезд был окрашен в фирменные цвета: на темно-зеленом фоне желтая и красная полоски. Название поезда было продублировано надписями на борту вагона латиницей и на родном языке. Убранство вагонов было выполнено с учетом колорита Чувашской Республики. Все салфетки, шторы, форменная одежда проводников – с изображением национальной символики. Сейчас в связи переводом поезда в класс "премиум" курсируют новые вагоны класса премиум, окрашенные в фирменном стиле РЖД, однако иногда можно встретить и вагоны в старом стиле (поскольку схемы составов для Чебоксар/Екатеринбурга/Нижневартовска всё-таки вынуждены различаться, в основном из-за количества плацкартных вагонов). Так же в состав поезда входят вагоны повышенной комфортности компании ТКС. Пассажирам вагонов повышенной комфортности предоставляется питание: из вагона-ресторана или ланч-бокс. В вагоне-ресторане «Чувашии» меню составлено из блюд национальной кухни, по предварительному заказу возможно приготовление вегетарианских и детских блюд. Пассажиры с детьми и с ограниченными физическими возможностями могут заказать завтрак, обед или ужин с доставкой в купе через проводника.
Вагоны поезда оборудованы системами климат-контроля, температура в салоне в зимнее и переходное время года не ниже 22 градусов, а летом не выше 26 градусов. В целях безопасности на всем протяжении пути поезд сопровождают сотрудники транспортной полиции.

## Общая информация
- Поезд формируется в вагонном участке "Ижевск" Горьковской железной дороги, в своем обращении имеет 9 составов.
- По пути следования поезд проезжает через 5 субъектов Российской Федерации, а именно Чувашию, Нижегородскую, Владимирскую, Московскую области и Москву, а также пересекает крупные водные артерии — реки Оку и Суру.
- В 2008 году в преддверии Кубка мира по спортивной ходьбе подвижной состав поезда полностью обновился за счёт новых вагонов, заменивших старые, отработавшие свой нормативный срок. В начале 2011 года в связи с переводом в новом графике поезда в категорию "премиум" вагоны в очередной раз были обновлены, но не только поставками с завода, но и передачей из других вагонных депо. Вагоны новой серии класса премиум с Тверского вагоностроительного завода, предоставляют пассажирам современный уровень комфорта — здесь установлены кондиционеры, закрытые туалеты, которыми можно воспользоваться в санитарных зонах крупных городов и на стоянках. В купе проводника имеется бортовой компьютер, который следит за параметрами работы различных приборов и оборудования. Есть бегущая строка с информацией для пассажиров.
- При отправлении поезда со станции Чебоксары и по прибытии поезда на станцию, играет гимн республики Чувашия.
- В составе курсируют два купейных вагона перевозчика «ТрансКлассСервис» (с 2021 года переданы ФПК).

## Расписание
| Время прибытия | Стоянка | Время отправления | Км. | Станция          | Км. | Время прибытия | Стоянка | Время отправления |
| -------------- | ------- | ----------------- | --- | ---------------- | --- | -------------- | ------- | ----------------- |
| —              | —       | 18:05             | 0   | Чебоксары        | 768 | 08:56          | —       | —                 |
|                | -       |                   | 51  | Цивильск         | 717 |                | -       |                   |
| 19:57          | 39      | 20:36             | 103 | Канаш            | 665 | 06:10          | 45      | 06:55             |
| 21:08          | 2       | 21:10             | 141 | Вурнары          | 627 | 05:31          | 2       | 05:33             |
| 21:39          | 2       | 21:41             | 180 | Шумерля          | 588 | 04:59          | 2       | 05:01             |
| 22:07          | 2       | 22:09             | 213 | Пильна           | 555 |                |         |                   |
| 22:36          | 2       | 22:38             | 244 | Сергач           | 524 | 03:44          | 2       | 03:46             |
| 00:10          | 2       | 00:12             | 358 | Арзамас II       | 410 | 02:14          | 2       | 02:16             |
| 01:36          | 2       | 01:38             | 469 | Навашино         | 299 | 00:55          | 2       | 00:57             |
| 01:56          | 2       | 01:58             | 481 | Муром I          | 287 | 00:37          | 2       | 00:39             |
| 02:56          | 32      | 03:28             | 562 | Вековка          | 206 | 23:05          | 26      | 23:31             |
| 06:53          | —       | —                 | 768 | Москва-Казанская | 0   | —              | —       | 20:16             |

## Конфликтные ситуации
Сокращение количества плацкартных вагонов в фирменном поезде «Чувашия» вызвало бурю негодования среди местных пассажиров, на что обратило внимание местное УФАС. В декабре 2011 года Комиссия УФАС признала ОАО «ФПК» нарушившим п. 4 ч. 1 ст. 10 Федерального закона «О защите конкуренции» в связи с необоснованным сокращением плацкартных вагонов в составе фирменного поезда № 53/54 «Чувашия». Обществу выдано предписание об устранении указанного нарушения.
Арбитражный суд республики признал законными решение и предписание регионального УФАС в отношении дочерней компании ОАО «РЖД» - ОАО «ФПК». Компания сократила количество плацкартных вагонов в фирменном поезде «Чувашия» с девяти до четырех, одновременно увеличив количество купейных вагонов. При этом за 2010 год ОАО «ФПК», по данным антимонопольного комитета, получило чистую прибыль, таким образом уменьшение числа вагонов было признано необоснованным. Не согласившись с тем, что нарушения нужно устранить, компания попыталась обжаловать решение УФАС в арбитражном суде, однако суд встал на сторону управления.
Конфликт продолжается до сегодняшнего дня (17.06.2012). ФПК не выполнила постановление суда.